# The astounding eyes of Rita
The astounding eyes of Rita is een muziekalbum van Anouar Brahem. Het album bevat een mengeling van wereldmuziek en jazz. De wereldmuziek is afkomstig uit de Arabische landen, de jazz is de elegante Franse tak. Het levert een album op met stemmige Oosters klinkende muziek, terwijl het tegelijkertijd op bluesachtige jazz lijkt. Het album is opgenomen in de Artesuono Studio in het Italiaanse Udine onder leiding van Stefano Amerio. De baas van ECM Records produceerde het album. Het album is opgedragen aan dichter Mahmoud Darwish; het album is instrumentaal op het meeneuriën na.

## Musici
- Anouar Brahem – oed
- Klaus Gesing – basklarinet
- Björn Meyer – basgitaar
- Khaled Yassine – darbouka en bandir

## Muziek
Alles door Brahem

| Nr. | Titel                       | Duur |
| --- | --------------------------- | ---- |
| 1.  | The lover of Beirut         | 7:44 |
| 2.  | Dance with waves            | 3:56 |
| 3.  | Stopover at Djibouti        | 6:34 |
| 4.  | The astounding eyes of Rita | 8:41 |
| 5.  | Al Birwa                    | 4:51 |
| 6.  | Galilee mon amour           | 7:17 |
| 7.  | Walking state               | 7:48 |
| 8.  | For no apparent reason      | 6:35 |